# Gisela Zoch-Westphal
Gisela Westphal (* 20. Mai 1930 als Gisela Zoch in Comodoro Rivadavia, Argentinien; † 29. Dezember 2023 in Rüschlikon) war eine deutsche Schauspielerin und Rezitatorin. Ab 1960 lebte sie in der Schweiz.

## Leben
Gisela Westphal (bei Soloauftritten: Gisela Zoch-Westphal) wurde 1930 geboren. Sie erhielt in Hamburg ihre Schauspielausbildung bei Ida Ehre und erste Engagements bei den Hamburger Kammerspielen, Junges Theater und bei Helmuth Gmelin im Theater im Zimmer. 1954 lernte sie den Schauspieler, Rezitator und Regisseur Gert Westphal beim NWDR Hamburg (dem Vorläufer des Norddeutschen Rundfunks) kennen; 1957 schloss sie mit ihm die Ehe. Ab 1955 ging sie für fünf Jahre nach Baden-Baden. Gastspiele führten sie nach Stuttgart, nach Berlin und auf Tourneen durch die gesamte Bundesrepublik Deutschland. Von 1967 bis 1969 wirkte sie bei den «Götz»-Festspielen in Jagsthausen mit. Alljährlich wirkte sie bei den Salzburger Festspielproduktionen des ORF mit.
Ab 1960 lebte sie bei Zürich, zuletzt in Rüschlikon. Ab 1967 war sie zunehmend schriftstellerisch tätig für Presse und Funk. Bevor sie 1970 ihre Theatertätigkeit wegen ihrer beiden Töchter beendete, spielte sie die Prothoe in Kleists Penthesilea.
Gisela Zoch-Westphal arbeitete als Schauspielerin und Sprecherin an deutschsprachigen Rundfunkanstalten Deutschlands, Österreichs und der Schweiz. Sie absolvierte Vortragsreisen in Deutschland, Österreich, der Schweiz sowie in Israel sowie Vortragsabende in London, Paris und Buenos Aires. Von 1978 bis 1993 hatte sie einen Lehrauftrag für Sprecherziehung am Konservatorium Zürich.
Ab den 1990er-Jahren erfolgten verschiedene Hörbuchaufnahmen mit Werken u. a. von Virginia Woolf, Djuna Barnes, Dorothy Parker, Rose Ausländer, Else Lasker-Schüler, Katia Mann und Mascha Kaléko. 1995 wurde ihr gemeinsam mit Gert Westphal aufgenommener Ehebriefwechsel von Emilie und Theodor Fontane mit dem Preis der deutschen Schallplattenkritik ausgezeichnet. Nach dem Tod Gert Westphals übernahm sie die jährlich auf Schloss Reinbek in Schleswig-Holstein stattfindenden Lesungen der von ihr zusammengestellten Lyrikprogramme.
Ab 1975 verwaltete Gisela Zoch-Westphal das dichterische Werk der Lyrikerin Mascha Kaléko. Für ihre Verdienste hierum erhielt sie 2008 das Bundesverdienstkreuz am Bande. 1987 veröffentlichte sie eine Biographie Kalékos.

## Werke

### Bühnen- und Hörspielrollen (Auswahl)
- 1956. Am grünen Strand der Spree von Hans Scholz – Regie: Gert Westphal (SWF)
- 1981: Sommer in Nohant von Rolf Schneider – Regie: Ferry Bauer (ORF Oberösterreich)
- 1982: Franz Theodor Csokor: Calypso (Kalypso) – Regie: Ferry Bauer (Hörspielbearbeitung – ORF Oberösterreich)
- Fenitschka von Lou Andreas-Salomé
- Das weiße Haus von Herman Bang
- Theodor Chindler von Bernard von Brentano
- Im Bereich einer Nacht von Jean Cayrol
- Der Spieler von Fjodor Michailowitsch Dostojewski
- Das Jahr Lazertis von Günter Eich
- Unwiederbringlich von Theodor Fontane
- Unterhaltungen deutscher Ausgewanderten von Johann Wolfgang von Goethe
- Warenka Olessowa von Maxim Gorki
- Das Jagdgewehr von Yasushi Inoue
- Duett für eine Stimme von Tom Kempinski
- Professor Unrat von Heinrich Mann
- Buddenbrooks von Thomas Mann
- Fiorenza von Thomas Mann
- Die Brüder von Guy de Maupassant
- Don Juan oder Der steinerne Gast von Molière
- Turandot von Friedrich von Schiller
- Krieg und Frieden von Lew Nikolajewitsch Tolstoi
- Der Fall Maurizius von Jakob Wassermann
- Sonnenblume, Fledermaus von Wolfgang Weyrauch
- Des Teufels General von Carl Zuckmayer
- Der Zwang von Stefan Zweig

### Publikationen

#### Hörbücher (Auswahl)
- 1987: Mascha Kaléko: Aus den sechs Leben der Mascha Kaléko. (mm - Moderne Medien) – gemeinsam mit Gert Westphal
- 1992: Peter Hacks: Ein Gespräch im Hause Stein über den abwesenden Herrn von Goethe. (Litraton)
- 1993: Rose Ausländer: Mein Atem heißt jetzt. (Litraton)
- 1993: Else Lasker-Schüler: Nur Ewigkeit ist kein Exil. (Litraton) – gemeinsam mit Gert Westphal
- 1993: Ingeborg Bachmann: Undine geht. Das Gebell. (Litraton)
- 1993: Peter I. Tschaikowsky: Geliebte Freundin. (Litraton) – gemeinsam mit Gert Westphal
- 1995: Djuna Barnes: Leidenschaft. (Litraton)
- 1995: Katherine Mansfield: Seligkeit – Das Gartenfest. (Litraton)
- 1996: Virginia Woolf: Ein Zimmer für sich allein. (Litraton)
- 1997: Dorothy Parker: New Yorker Geschichten. (Litraton)
- 2001: Angelika Kauffmann: Eine Dichterin mit dem Pinsel. (DGG) - gemeinsam mit Gert Westphal
- 2004: Katia Mann: Aus dem Leben von Katia Mann. (Leseverein Kilchberg ZH)
- 2006: Mascha Kaléko: Interview mit mir selbst. (DGG) gemeinsam mit Gerd Wameling

#### Hörspiele (Auswahl)
- 1954: Paul Valéry: Mein Faust. (Nach dem Theaterfragment Mon Faust.) Regie: Gert Westphal. (SWF 1954)
- 1959: Georges Simenon: Maigret und seine Skrupel. Regie: Gert Westphal.
- 1965: Georges Simenon: Die Glocken von Bicêtre (Fräulein Blanche). Bearbeitung und Regie: Gert Westphal (Kriminalhörspiel – SWF)
- 1968: Manfred Schwarz: Wer schrie - Kreuzige ihn? (DRS)

#### Schriften (Auswahl)
- Mascha Kaléko: Heute ist morgen schon gestern. Gedichte aus dem Nachlaß. (Herausgeberin). Arani, Berlin 1980. 6. Auflage 1990, ISBN 3-7605-8550-7.
- Mascha Kaléko: In meinen Träumen läutet es Sturm. Gedichte und Epigramme aus dem Nachlaß. (Herausgeberin). Dtv, München 1977, ISBN 978-3-423-01294-2.
- Mascha Kaléko: Papagei und Mamagei und andere Verse. (Herausgeberin). Dtv, München 1988, ISBN 978-3-423-10580-4.
- Mascha Kaléko: Verse für Zeitgenossen. (Herausgeberin). Rowohlt, Reinbek bei Hamburg 1985, ISBN 978-3-499-33247-0.
- Mascha Kaléko: Die paar leuchtenden Jahre. Mit einem Essay von Horst Krüger und einer Biografie von Gisela Zoch-Westphal. Dtv, München 2003. 7. Auflage 2008, ISBN 978-3-423-13149-0.